# Kuttenbach (Naturschutzgebiet)
Koordinaten: 50° 36′ 0″ N, 12° 45′ 55″ O

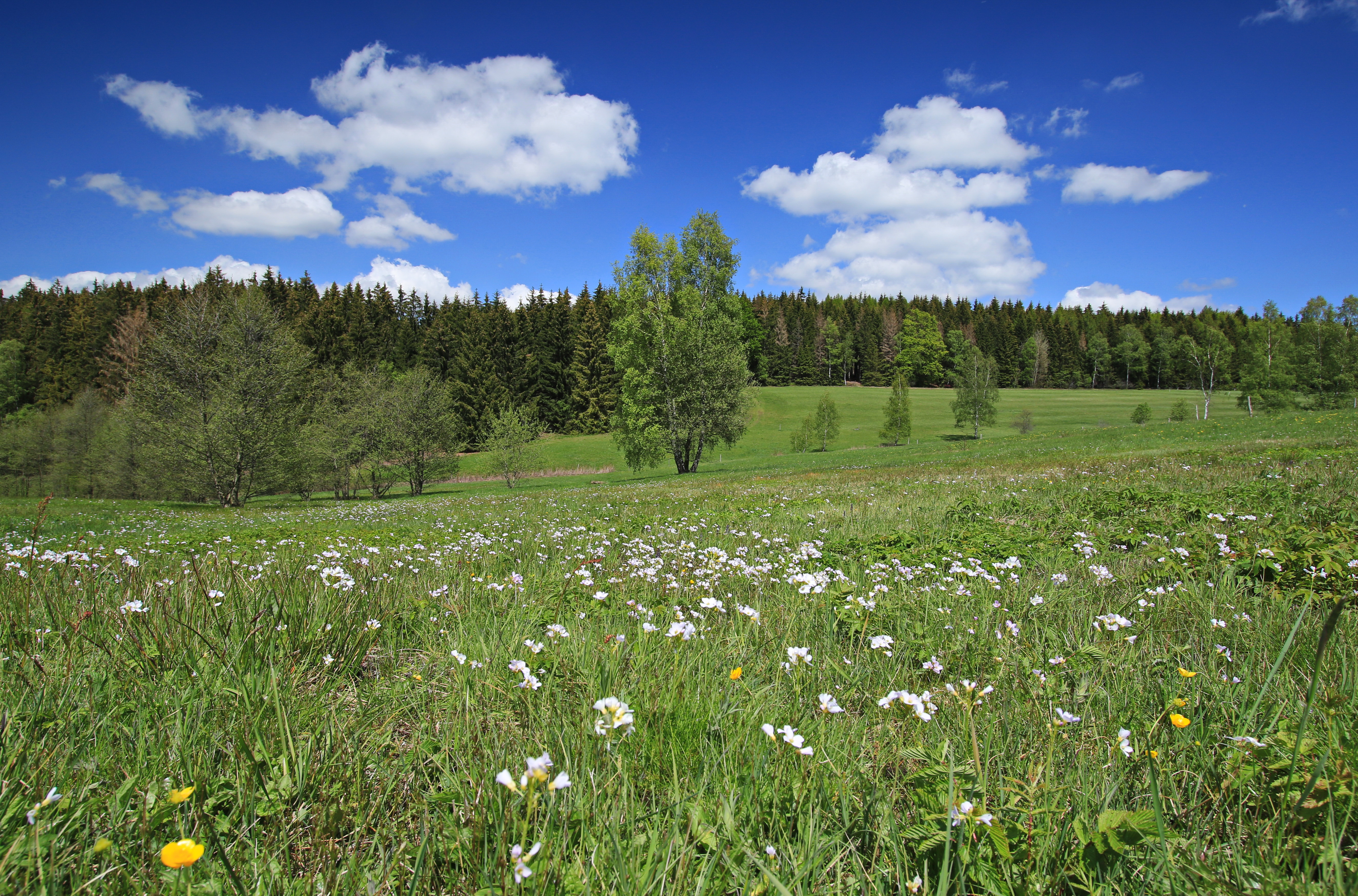
Naturschutzgebiet Kuttenbach (Mai 2019)

Das Naturschutzgebiet Kuttenbach liegt im Erzgebirgskreis in Sachsen. Es ist Teil des FFH-Gebietes Kuttenbach, Moosheide und Vordere Aue (siehe Liste der FFH-Gebiete in Sachsen) und erstreckt sich nordöstlich von Oberpfannenstiel, einem Ortsteil der Stadt Lauter-Bernsbach, entlang des Kuttenbaches, eines Zuflusses des südlich fließenden Schwarzwassers. Westlich des Gebietes verläuft die B 169 und südlich die S 222, nördlich erstreckt sich das 46,4 ha große Naturschutzgebiet Vordere Aue.

## Geschichte
Das 65 ha große Gebiet mit der NSG-Nr. C 85 wurde im Jahr 1986 unter Naturschutz gestellt.